# Orani, Sardinien
Orani är en ort och kommun i provinsen Nuoro i regionen Sardinien i Italien. Kommunen hade 2 865 invånare (2017).